# Punta Terrarossa
La Punta Terrarossa ou Pizzo Terrarossa, en allemand : Wasenhorn, est une montagne du massif des Alpes lépontines qui s'élève à 3 246 m d'altitude, à cheval entre la Suisse (canton du Valais) et l'Italie (Piémont). Elle se trouve juste au nord du monte Leone dans la région du col du Simplon.